# Sarah Kent
Sarah Kent (* 10. Februar 1990 in Kalgoorlie) ist eine ehemalige australische Bahnradsportlerin, die ihre größten Erfolge in der Einer- und der Mannschaftsverfolgung feierte.

## Sportliche Laufbahn
2007 wurde Sarah Kent Vize-Weltmeisterin bei den Juniorinnen in der Einerverfolgung. Im Jahr darauf errang sie gemeinsam mit Ashlee Ankudinoff und Megan Dunn den Titel der Junioren-Weltmeisterin in der Mannschaftsverfolgung.
Nach einem dritten Platz bei der Bahn-WM 2009 in der Mannschaftsverfolgung errang Kent bei den UCI-Bahn-Weltmeisterschaften 2010 in Ballerup gemeinsam mit Ankudinoff und Tomic den Titel in der Mannschaftsverfolgung, im gleichen Jahr gewann sie mit dem australischen Team zwei Läufe des Bahnrad-Weltcups. Nachdem sie 2012 nicht für die Olympischen Spiele in London nominiert worden war, beendete sie ihre Karriere als Leistungssportlerin.
Sarah Kent ist liiert mit dem neuseeländischen Radsportler Jack Bauer.

## Erfolge

### Bahn
2007
- Junioren-Weltmeisterschaft – Einerverfolgung

2008
- Junioren-Weltmeisterschaft – Mannschaftsverfolgung (mit Ashlee Ankudinoff und Megan Dunn)
- Australische Meisterin – Mannschaftsverfolgung (mit Josephine Tomic und Melissa Hoskins)
- Australische Junioren-Meisterin – Einerverfolgung

2009
- Weltmeisterschaft – Mannschaftsverfolgung (mit Josephine Tomic und Ashlee Ankudinoff)
- Australische Meisterin – Mannschaftsverfolgung (mit Josephine Tomic und Melissa Hoskins)

2010
- Weltmeisterin – Mannschaftsverfolgung (mit Josephine Tomic und Ashlee Ankudinoff)
- Bahnrad-Weltcup in Peking – Mannschaftsverfolgung (mit Josephine Tomic und Ashlee Ankudinoff)
- Bahnrad-Weltcup in Melbourne – Mannschaftsverfolgung (mit Josephine Tomic und Kate Bates)
- Australische Meisterin – Einerverfolgung, Mannschaftsverfolgung (mit Josephine Tomic und Melissa Hoskins)

2011
- Australische Meisterin – Einerverfolgung, Mannschaftsverfolgung (mit Josephine Tomic und Melissa Hoskins)